# The Last Supper (альбом Grave Digger)
The Last Supper дванадцятий студійний альбом німецького хеві-метал гурту Grave Digger.

## Список композицій
Уся музика написана - Болтендаль/Бекер/Шмідт/Катценбург; усі тексти - Болтендаль
1. "Passion" - 1:20
2. "The Last Supper" - 5:28
3. "Desert Rose" - 4:20
4. "Grave in the No Man's Land" - 4:10
5. "Hell to Pay" - 3:48
6. "Soul Savior" - 4:10
7. "Crucified" - 7:00
8. "Divided Cross" - 3:54
9. "The Night Before" - 3:30
10. "Black Widows" - 4:22
11. "Hundred Days" - 4:17
12. "Always and Eternally" - 5:30
13. "Sleepless"*
14. "Jeepers Creepers"*

- Останні дві композиції присутні тільки на обмеженому виданні.

## Учасники
- Кріс Болтендаль - вокал
- Манні Шмідт - гітара
- Єнс Бекер - бас-гітара
- Штефан Арнольд - ударні
- Ханс H.P. Катценбург - клавішні

## Натхнення
Незважаючи на заяви про протилежне, альбом не є концептуальним, хоча деякі пісні описують останні дні Ісуса Христа:
- "The Last Supper", про Таємну Вечерю Ісуса Христа і зраду Іуди
- "Soul Savior", про християнство
- "Crucified", про відчуття Ісуса коли він був розп'ятий.
- "Divided Cross", про час розп'яття Ісуса і почуття людей
- "Always and Eternally", про спогади і віру, які залишилися після смерті Христа.

## References
1. ↑  Rivadavia, Eduardo. Review: The Last Supper. Allmusic. Retrieved December 19, 2009